# Tour d'Aragon
Le Tour d'Aragon (en espagnol : Vuelta a Aragón) est une course cycliste disputée dans la communauté autonome d'Aragon en Espagne.
Organisé pour la première fois en 1939, il a été couru annuellement à partir de 1965. Il a fait partie de l'UCI Europe Tour en 2005, en catégorie 2.1. Il n'a pas été organisé de 2006 à 2017, en raison de difficultés financières,, mais fait son retour dans le calendrier professionnel en 2018.
La course fait partie de la Coupe d'Espagne depuis 2019. L'édition 2020 est annulée pour des raisons financières.

## Palmarès
| Année     | Vainqueur                | Deuxième                | Troisième                     |
| --------- | ------------------------ | ----------------------- | ----------------------------- |
| 1939      | Antonio Andrés Sancho    | Fermín Trueba           | Antonio Escuriet              |
| 1940-1953 | Non disputé              | Non disputé             | Non disputé                   |
| 1954      | Francisco Alomar         | Jesús Loroño            | Miguel Poblet                 |
| 1955-1964 | Non disputé              | Non disputé             | Non disputé                   |
| 1965      | José Pujol               | Bernard Labourdette     | Ramón Pages                   |
| 1966      | Salvador Canet (ca)      | José Gómez Lucas        | Vicente López Carril          |
| 1967      | José Luis Uribezubia     | Alain Perrot            | José María Beltrán            |
| 1968      | José Manuel Abellán      | Enrique Sanchidrián     | Enrique Sahagún (es)          |
| 1969      | Jesús Manzaneque         | José Martínez Esterlich | Antonio Cerdá (es)            |
| 1970      | Luis Pedro Santamarina   | Jesús Manzaneque        | José Antonio González Linares |
| 1971      | Ramón Sáez               | Juan Sillóniz           | Antonio Gómez del Moral       |
| 1972      | Non disputé              | Non disputé             | Non disputé                   |
| 1973      | Jesús Manzaneque         | Vicente López Carril    | Javier Elorriaga              |
| 1974      | Javier Elorriaga         | Carlos Melero           | Antonio Jiménez Luján         |
| 1975      | Agustín Tamames          | José Martins            | Pedro Torres                  |
| 1976      | Javier Elorriaga         | Jesús Manzaneque        | Roger Rosiers                 |
| 1977      | José Nazábal             | Félix Suárez (ca)       | Meinrad Vögele                |
| 1978      | Jesús Suárez Cueva       | Andrés Oliva            | Felipe Yáñez                  |
| 1979      | Roque Moya               | Jesús Hiniesto          | Francisco Javier Cedena       |
| 1980      | Faustino Fernández Ovies | Isidro Juárez           | Ángel López del Álamo         |
| 1981      | Antonio Coll             | Juan Fernández          | Francisco Albelda             |
| 1982      | Carlos Hernández Bailo   | Eddy Vanhaerens         | Jan Jonkers                   |
| 1983      | Pedro Delgado            | José Recio              | Julián Gorospe                |
| 1984      | José Recio               | Ángel Arroyo            | Pello Ruiz Cabestany          |
| 1985      | José Recio               | Carlos Hernández Bailo  | Jørgen Vagn Pedersen          |
| 1986      | Stefan Joho              | Mathieu Hermans         | Jorg Müller                   |
| 1987      | Anselmo Fuerte           | Ángel Arroyo            | Reimund Dietzen               |
| 1988      | Francisco Javier Mauleón | Mathieu Hermans         | Janusz Kuum                   |
| 1989      | Iñaki Gastón             | Roberto Torres          | Carlos Hernández Bailo        |
| 1990      | Nico Emonds              | Iñaki Gastón            | Benny van Brabant             |
| 1991      | Edgar Corredor           | Giuseppe Petito         | Andrea Chiurato               |
| 1992      | Luis Herrera             | Piotr Ugrumov           | Laurent Bezault               |
| 1993      | Alfonso Gutiérrez        | Peter De Clercq         | Melchor Mauri                 |
| 1994      | Marino Alonso            | Melchor Mauri           | José Luis Rodríguez García    |
| 1995      | Fernando Escartín        | Aitor Garmendia         | Laudelino Cubino              |
| 1996      | Melchor Mauri            | Aitor Garmendia         | Juan Carlos Domínguez         |
| 1997      | Aitor Garmendia          | Mikel Zarrabeitia       | Abraham Olano                 |
| 1998      | Aitor Garmendia          | Daniel Clavero          | Íñigo Cuesta                  |
| 1999      | Juan Carlos Domínguez    | José María Jiménez      | Leonardo Piepoli              |
| 2000      | Leonardo Piepoli         | Aitor Garmendia         | Bingen Fernández              |
| 2001      | Juan Carlos Domínguez    | Roberto Heras           | Alexandr Shefer               |
| 2002      | Leonardo Piepoli         | Alexandr Shefer         | Aitor Osa                     |
| 2003      | Leonardo Piepoli         | Gilberto Simoni         | Manuel Beltrán                |
| 2004      | Stefano Garzelli         | Denis Menchov           | Leonardo Piepoli              |
| 2005      | Rubén Plaza              | Luis Pérez Rodríguez    | Charles Wegelius              |
| 2006-2017 | Non disputé              | Non disputé             | Non disputé                   |
| 2018      | Javier Moreno            | Mikel Bizkarra          | Rein Taaramäe                 |
| 2019      | Eduard Prades            | Evgeny Shalunov         | Rein Taaramäe                 |
| 2020      | Non disputé              | Non disputé             | Non disputé                   |